# Aya Ōhori
Aya Ōhori (jap. 大堀 彩, Ōhori Aya; * 2. Oktober 1996 in Aizu-Wakamatsu, Präfektur Fukushima) ist eine japanische Badmintonspielerin. 

## Karriere
Aya Ōhori nahm 2011 an der Juniorenweltmeisterschaft teil. Im Dameneinzel unterlag sie dabei in ihrem ersten Spiel der späteren Weltmeisterin Ratchanok Intanon knapp mit 19:21 und 22:24. Bei der Junioren-Badmintonasienmeisterschaft 2012 gewann sie Gold mit dem japanischen Team. Bei den Osaka International 2012 wurde sie Neunte im Doppel, bei den Singapur International 2012 Fünfte. Bei der Japan Super Series 2012 belegte sie erneut Rang neun im Doppel, wobei sie wieder den späteren Turniersiegerinnen knapp unterlag. 2014 gewann sie den Walikota Surabaya Cup. 